# Kirsten Schuijt
Kirsten Schuijt (Países Bajos, febrero de 1974) es una bióloga, economista y conservacionista neerlandesa que ha destacado por su labor en la conservación de la naturaleza a nivel internacional. En enero de 2023 fue nombrada directora general del Fondo Mundial para la Naturaleza (WMF), convirtiéndose en la primera mujer en ocupar este cargo.

## Trayectoria
Bióloga de formación, obtuvo un doctorado en Ciencias Ambientales por la Universidad Erasmo de Róterdam y un máster en Economía Internacional por la Universidad de Maastricht.
Schuijt trabajó desde su juventud en la conservación de la naturaleza. Su trayectoria conservacionista comenzaba en Kenia y Malaui trabajando con comunidades locales en la conservación de humedales. Formó parte del Consejo de Supervisión de la holandesa PWN (Puur Water & Natuur), del Consejo Asesor NIOZ Instituto Real Neerlandés de Investigación Marina y de la Junta de la Universidad de Wageningen en los Países Bajos.
Comenzó su trayectoria en WWF en la década de los 2000 como guardabosques voluntaria. De 2016 a 2022 fue directora general de WWF-Países Bajos.  Posteriormente, en enero de 2023, fue nombrada directora general de WWF Internacional en sustitución de Marco Lambertini, siendo la primera mujer en ocupar este cargo, convirtiéndose en la segunda mujer en ocupar dicho cargo.
Schuijt ha participado en foros y cumbres ambientales de alto nivel, como la Conferencia de las Naciones Unidas sobre Biodiversidad 2024 (COP16) celebrada en Cali en 2024. Además, bajo su liderazgo, WWF publicó en 2024 un nueva edición del informe Living Planet Report (Informe Planeta Vivo por su nombre en español), que monitoriza la salud del planeta desde 1998. También participó en la Hora del Planeta, la campaña global de lucha contra el cambio climático y la pérdida de biodiversidad.